# ヴァンパイヤー戦争
『ヴァンパイヤー戦争』（ヴァンパイヤーウォーズ）は、笠井潔による日本の長編伝奇ロマン。各巻は文芸雑誌『野性時代』に掲載され、角川書店から書籍化された。1991年1月25日にOVA化されている。
本項では、前日譚である『九鬼鴻三郎の冒険』シリーズについても解説する。

## ストーリー
(1) 吸血神ヴァーオゥの復活
ある日、NASAが主導する宇宙からのメッセージへの返答実験が、黒いマントを羽織った何者かの破壊工作によりとん挫した。
一方、破壊工作員の過去を持つ大学教授九鬼鴻三郎は、フランスのある組織から「フランスにいるCIAの関係者の足取りを調べてほしい」という依頼を受ける。鴻三郎は、CIAの追跡対象であるキキ=ラミア・ヴィンダウに接触する。
(2) 月のマジックミラー
ラミアとミルチャは日本を去り、吸血神ヴァーオウが眠るとされるトランシルヴァニアへと赴いた。鴻三郎は水城蒔恵と出会う中で、「サカガミキカン」「サイメイプロジェクト」「ツキノマジックミラー」という言葉を知る。
(3) 妖僧スペシネフの陰謀
鴻三郎から天叢雲剣について調べるよう命じられた大学院生・野々村浩は山城真稀子という女性と知り合うが、真稀子が何者かにさらわれる。同じころ、鴻三郎と蒔恵は古牟礼の聖地へと向かっていた。
(4) 魔獣ドゥゴンの跳梁
全滅したはずのリリパットの生き残りの情報を得た鴻三郎は、鮫島という男性が運営する研究所へ潜入した。鴻三郎は生きて帰った者がいないとされるその研究所で、ゾンビ兵士にされたかつての同志と再会した。
(5) 謀略の礼部クーデタ
魔人スペシネフの操る魔獣ドゥゴンとの死闘から生還した鴻三郎は、ラミアと古牟礼の民らとともに、影の支配者とされる礼部一族のクーデターの阻止に動いた。
(6) 秘境アフリカの女王
パリに帰った鴻三郎は、酒場で出会った黒人女性について調べていくうちに、「月のマジックミラー」にまつわる騒動へと巻き込まれる。
(7) 蛮族トゥトゥインガの逆襲
鴻三郎は「月のマジックミラー」を得るためにアフリカの独裁国家ブダーを訪れる。鴻三郎はネクラーソフ殺害をもくろむムラキに協力する形で情報収集にあたる。クーデターのどさくさに紛れてムラキはネクラーソフ暗殺計画を実行しようとするが、鴻三郎はクーデターにCIAが絡んでいることに気付く。
(8) ブドゥールの黒人王国
鴻三郎はムラキ、ハタル、ドゥブレと共にブダーを去り、ブドゥール帝国へと向かった。険しい道のりの末にたどり着いたブドゥールでは、国の象徴である女王と施政者である王が対立状態にあった。
(9) ルビヤンカ監獄大襲撃
ブドゥール帝国での内戦を終結させた鴻三郎たちは、ついにマヌーキと会見することになった。だが、アメリカとソ連の空軍部隊がブドゥールを狙ってくるという情報が入り、ハタルは「マヌーキに魔力で軍隊を追い払うよう頼んでほしい」と鴻三郎に頼む。
(10) 魔神ネヴセシブの覚醒
ルビヤンカ監獄にてスペシネフから逃れた鴻三郎だったが、捕虜にされてしまう。
(11) 地球霊ガイ・ムーの聖婚
国家間の取引の結果、鴻三郎は月面で解放されることとなり、月へと移送された。そして、月で待っていたのはムラキ、ラミア、そして“ヴァーオウの柩”だった。

### 九鬼鴻三郎の冒険
(1) ヴァンパイヤー血風録/鮮血のヴァンパイヤー
暴走族〈マッドライダーズ〉のリーダーの鴻三郎は、右翼結社・三兵会のスカウトを受ける。
(2) ヴァンパイヤー風雲録/疾風のヴァンパイヤー
鴻三郎は時の首相・俵田に関する機密情報を手にしたことで命を狙われ、根室からソ連へと向かった。
モスクワの上級訓練学校で破壊工作を学んだ鴻三郎は、破壊工作員として日本に舞い戻った。標的はヴェトナム反共連盟ミン将軍の傭兵である2人のアメリカ人。やがて、鴻三郎はベトナム戦争の裏にある陰謀に気付き、ミン将軍の娘ランに接触すべく香港の売春宿へと向かった。
(3) ヴァンパイヤー疾風録/雷鳴のヴァンパイヤー
ランを探しに香港へ来た鴻三郎は、たくさんの裏切りを経験する。

## 登場人物
九鬼鴻三郎
本作の主人公。元・破壊工作員という過去を持つ大学教授。
若き日を描いた『九鬼鴻三郎の冒険』では、破壊工作員になる前は暴走族〈マッドライダーズ〉のリーダーだったという過去が明らかになった。
ミルチャ・ミリエール
トランシルヴァニアの吸血鬼一族の頭領。
キキ=ラミア・ヴィンダウ
本作のヒロイン。フランスのトップモデル。
血液検査で”アカルクロイデヒト”と呼ばれる特殊な核酸が含まれていたが判明したことから、吸血鬼の末裔であることを知り、闘いに身を投じることとなる。
九鬼のことを『コウ』と呼び慕う。九鬼が自分以外の女性に夢中になると焼きもちをやく。
チャーリー・ミラン
CIAに所属する男性。
ジョルジュ・ラザール
フランスの対外治安総局（SDECE）の第二部長。
九鬼を駒として利用しようと九鬼が気にかけていた娼婦を殺し、その容疑を九鬼になすりつける。
ジルベルト
キキの叔母。キキのことを心配している。
コルヴェ
SDECE所属。ジョルジュ・ラザールの部下。
ムラキ
九鬼とは極左ゲリラ組織として活動した相棒の関係。
九鬼から冷酷、残忍、陰惨と評されていたが、パリで再会した時は物静かな男へ変わっていた。
ブリジット
ジャン・ルイ・ブラン博士
ケビゼ
ネクラーソフ
水城蒔恵
野々村浩

## 書誌情報
- ヴァンパイヤー戦争1 吸血神ヴァーオゥの復活 1982年1月25日発行 カドカワノベルズ ISBN 4-04-771601-4
- ヴァンパイヤー戦争2 月のマジックミラー 1984年10月25日発行 カドカワノベルズ ISBN 4-04-771602-2
- ヴァンパイヤー戦争3 妖僧スペシネフの陰謀 1985年4月25日発行 カドカワノベルズ ISBN 4-04-771603-0
- ヴァンパイヤー戦争4 魔獣ドゥゴンの跳梁 1985年11月25日発行 カドカワノベルズ ISBN 4-04-771604-9
- ヴァンパイヤー戦争5 謀略の礼部クーデター 1986年7月25日発行 カドカワノベルズ ISBN 4-04-771605-7
- ヴァンパイヤー戦争6 秘宝アフリカの女王 1987年5月25日発行 カドカワノベルズ ISBN 4-04-771606-5
- ヴァンパイヤー戦争7 蛮族トゥトゥインガの逆襲 1987年10月25日発行 カドカワノベルズ ISBN 4-04-771607-3
- ヴァンパイヤー戦争8 ブドゥールの黒人王国 1988年3月25日発行 カドカワノベルズ ISBN 4-04-771608-1
- ヴァンパイヤー戦争9 ルビヤンカ監獄大襲撃 1988年6月25日発行 カドカワノベルズ ISBN 4-04-771609-X
- ヴァンパイヤー戦争10 魔神ネヴセシブの覚醒 1988年9月25日発行 カドカワノベルズ ISBN 4-04-771610-3
- ヴァンパイヤー戦争11 地球霊ガイ・ムーの聖婚 1988年11月20日発行 カドカワノベルズ ISBN 4-04-771611-1

### 九鬼鴻三郎の冒険シリーズ
- ヴァンパイヤー血風録 九鬼鴻三郎の冒険1 1989年6月25日発行 カドカワノベルズ ISBN 4-04-771612-X
  - 【改題】鮮血のヴァンパイヤー 九鬼鴻三郎の冒険1 2007年5月発行 講談社文庫
- ヴァンパイヤー風雲録 九鬼鴻三郎の冒険 21990年1月25日発行 カドカワノベルズ ISBN 4-04-771613-8
  - 【改題】疾風のヴァンパイヤー 九鬼鴻三郎の冒険2 2007年6月 講談社文庫
- ヴァンパイヤー疾風録 九鬼鴻三郎の冒険3 1990年9月25日発行 カドカワノベルズ ISBN 4-04-771614-6
  - 【改題】雷鳴のヴァンパイヤー 九鬼鴻三郎の冒険3 2007年7月 講談社文庫

## OVA

### キャスト
- 九鬼鴻三郎 - 菅原正志
- ミルチャ・ミリエール - 池田秀一
- キキ=ラミア・ヴィンダウ - 小山裕香
- チャーリー・ミラン - 青野武
- ジョルジュ・ラザール - 上田敏也
- ジルベルト - 阿部道子
- コルヴェ - 屋良有作
- ムラキ - 塩沢兼人
- ブリジット - 三田ゆう子
- ジャン・ルイ・ブラン博士 - 滝雅也
- マルグリット - 寺瀬めぐみ
- マリアンヌ - 江森浩子
- 武器商人 - 掛川裕彦
- ニュースキャスター - 岸野幸正
- CIA - 桜井敏治
- SDECE - 里内信夫
- ボーイ - 緑川光

### スタッフ
- 監督：竹之内和久
- 企画：高橋尚子
- プロデューサー：佐々木章
- 監督：竹之内和史
- 原作：笠井潔（「ヴァンパイヤー戦争」角川書店刊）
- 脚本：星山博之
- キャラクター原案：北爪宏幸
- キャラクターデザイン・作画監督：浜州英喜
- 美術監督：中村光毅
- 撮影監督：片山幸男
- 音楽：KAZZ TOYAMA
- 音楽プロデューサー：細井虎雄
- 企画協力：角川書店
- 製作協力：東映動画
- 製作：東映ビデオ、プロミス

### 主題歌
エンディングテーマ「MORE-She wants real "LOVE"-」
作詞：渡辺克巳 / 作曲：石川洋 / 編曲：武部聡志 / 歌：KATSUMI

### 映像ソフト
- 『ヴァンパイヤー戦争』 1991年1月25日発売 VHS:VRTM-01098